# Confetti al pepe
Confetti al pepe (Dragées au poivre) è un film del 1963 diretto da Jacques Baratier.
Il film è una parodia dei generi cinematografici di tendenza emergenti in quel periodo: cinema-verità, cinema-alienazione, cinema-inchiesta, cinema-rivista, cinema-musical. Si possono scorgere precisi riferimenti, come sul cinema intellettuale
alla Marienbad, sul cinema musicale alla West Side Story, sul cinema neorealista e su quello borghese, sulla incomunicabilità alla Antonioni e sull'avventura romantica tipo
Legione straniera.

## Trama
Un gruppo di giovani cinefili che frequentano una scuola di cinematografia parigina vengono indirizzati dall'insegnante verso un nuovissimo tipo di fare cinema, ovvero il cosiddetto cinema-verità, un modo di rapportarsi alla settima arte in modo aggressivo e insistente, riprendendo con le loro Arriflex la vita quotidiana in tutto e per tutto e da qualsivoglia angolazione che non rispetti gli attuali canoni.

## Produzione
Girato a Parigi in cinque settimane.
(Jacques Baratier)

## Distribuzione
È stato presentato in concorso al 24º Festival di Venezia il 4 settembre 1963, riscuotendo grande successo, e distribuito nelle sale nel gennaio 1964 col divieto ai minori di 18 anni, ma quasi immediatamente abbassato ai 14.

## Critica
(Leo Pestelli su La Stampa del 5 settembre 1963)
si dice un puro divertimento. [...] Presa in giro, parodia, non satira, che è cosa diversa e più alta. Tuttavia il film, nonostante la frantumazione in sketch, tenuti insieme da un vago filo conduttore, ha una sua gustosa evidenza, almeno in alcuni tratti; citiamo, particolarmente, l'intervista in presa diretta con la finta sgualdrina [...]»
(Aggeo Savioli su l'Unità del 29 febbraio 1964)